# آمپکو پیتسبورگ
آمپکو پیتسبورگ (انگلیسی: Ampco Pittsburgh) شرکت فولاد آمریکایی است، که در سال ۱۹۲۹ تأسیس شد.